# 1981 en gymnastique
| Années de la gymnastique : 1978 - 1979 - 1980 - 1981 - 1982 - 1983 - 1984    |
| Décennies de la gymnastique : 1950 - 1960 - 1970 - 1980 - 1990 - 2000 - 2010 |

Les faits marquants de l'année 1981 en gymnastique

## Gagnants (hommes)
François Poupart a gagné la médaille de bronze après avoir exécuté une très belle performance